# 中央浸信会教堂 (查尔斯顿)
中央浸信会教堂（Central Baptist Church）是一座历史悠久的教堂，位于查尔斯顿 (南卡罗来纳州)拉德克里夫街26号。
该堂建于1891年，1977年8月16日列入国家史迹名录。